# Contea di Franklin (Nebraska)
La contea di Franklin, in inglese Franklin County, è una contea dello Stato del Nebraska, negli Stati Uniti. La popolazione al censimento del 2010 era di 3 225 abitanti. Il capoluogo di contea è Franklin. Il nome le è stato dato in onore a Benjamin Franklin, famoso giornalista, diplomatico e inventore statunitense.

## Geografia fisica
La contea si trova nella parte meridionale del Nebraska. L'U.S. Census Bureau certifica che l'estensione della contea è di 1492 km², interamente composti da terra.

### Contee confinanti
- Contea di Kearney (Nebraska) - nord
- Contea di Webster (Nebraska) - est
- Contea di Smith (Kansas) - sud-est
- Contea di Phillips (Kansas) - sud-ovest
- Contea di Harlan (Nebraska) - ovest
- Contea di Phelps (Nebraska) - nord-ovest

## Storia
La Contea di Franklin venne costituita nel 1867.

## Città e paesi
- Bloomington
- Campbell
- Franklin
- Hildreth
- Naponee
- Riverton
- Upland